# Boguchwała (ville)
Pour les articles homonymes, voir Boguchwała.
Boguchwała  est une ville de la voïvodie des Basses-Carpates, dans le sud-est de la Pologne. Elle est le chef-lieu de la gmina de Boguchwała, dans le powiat de Rzeszów. Sa population s'élevait à 5 796 habitants en 2012.

## Histoire
La première mention écrite du village remonte à l'année 1373. À cette époque, il était nommé Piotraszówki, d'après le nom de ses propriétaires. En 1461, une église en bois y fut construite. Il passa aux mains de la famille Lizęgówen en 1561. En 1624, une partie du village, y compris l'église en bois Saint-André, fut incendiée par les Tatars. En 1702, la région fut occupée par les troupes suédoises de Magnus Stenbock au cours de la grande guerre du Nord. En 1728, le roi de Pologne Auguste II  lui conféra son autonomie urbaine et la ville reçut alors son nom actuel de Boguchwała. En 1772, la première partition de la Pologne attribua la ville à l'Autriche et elle perdit ses privilèges urbains. Après l'effondrement de l'Autriche-Hongrie, à la fin de la Première Guerre mondiale, elle retourna à la Pologne. Au cours de la campagne de Pologne, Boguchwala fut occupée par l'Allemagne nazie le 6 septembre 1939. Après la Seconde Guerre mondiale, Boguchwala fit de nouveau partie de la Pologne et fut rattaché à la voïvodie de Rzeszów puis, depuis 1998, à la voïvodie de Basses-Carpates. Boguchwała a retrouvé son statut de ville le 1er janvier 2008.